# Arthritis psoriatica
Az arthritis psoriatica (röviden APs vagy AP) egy ízületi gyulladás, amely a pikkelysömör nevezetű autoimmun betegségben szenvedő embereknél fordul elő.
Az arthritis psoriatica klasszikus jellemzője az egész ujjak és lábujjak duzzanata (dactylitis). Külsőleges hasonlóságok miatt néha ezt a fajta duzzadtságot kolbászujjnak is nevezik.
Ez gyakran a körmök változásával együtt történik, például a körömben lévő kis mélyedések jelennek meg, a köröm megvastagodik (hiperkeratózis), a körmök elkezdenek leválni a körömágyról (onycholysis).
A pikkelysömörrel összhangban lévő bőrelváltozások (pl., vörös, pikkelyes és viszkető plakkok) gyakran már az arthritis psoriatica kialakulása előtt jelentkeznek, de az érintettek 15%-ánál az arthritis psoriatica megelőzheti a kiütéseket, és a szeronegatív spondyloarthropathia egyik típusába sorolják.
Úgy gondolják, hogy a genetikának nagy szerepe van az arthritis psoriatica kialakulásában.  Az elhízás és a pikkelysömör bizonyos formái feltehetően növelik a kockázatot.
Az arthritis psoriatica a pikkelysömörben szenvedők akár 30%-át is érinti, és gyermekeknél és felnőtteknél egyaránt előfordul. Az arthritis psoriatica-ban szenvedő egyének körülbelül 40-50%-a rendelkezik a HLA-B27 genotípussal. A betegség kevésbé gyakori az ázsiai vagy afrikai származású embereknél, és egyformán érinti a férfiakat és a nőket.

## Tünetek
Az arthritis psoriatica esetében általában fájdalom, duzzanat vagy merevség jelentkezik egy vagy több ízületben.
A gyulladás következtében az érintett ízületek általában vörösek vagy meleg tapintásúak. Az esetek 70%-ában aszimmetrikus oligoarthritis fordul elő, amely a betegség első hat hónapjában kettőt-négy ízületet érintő gyulladást jelent. Az esetek 15%-ában azonban az ízületi gyulladás szimmetrikus.
Az arthritis számos formában a proximális interphalangeális (PIP), a disztális interphalangeális (DIP) és a metacarpophalangeális (MCP) ízületek, valamint a csukló érintettségével jár. A disztális interphalangeális ízületek (DIP) érintettségel jellegzetes, és az esetek 15%-ában fordul elő.
A kéz- és csuklóízületeken kívül az arthritis psoriatica az ujjakat, a körmöket és a bőrt is érintheti. Az ujjakon vagy lábujjakon kolbászszerű duzzanat, az úgynevezett dactylitis előfordulhat.
Ez gyakran a körmök változásával együtt történik, például a körömben lévő kis mélyedések jelennek meg, a köröm megvastagodik (hiperkeratózis), a körmök elkezdenek leválni a körömágyról (onycholysis). 
A pikkelysömör klasszikusan pikkelyes bőrelváltozásokkal jelentkezik, amelyek leggyakrabban az extenzív felületeken, például a fejbőrön, a farpofák között és a köldökön láthatók.
Az arthritis psoriasis esetében fájdalom jelentkezhet a keresztcsont területén (a hát alsó részén, a farokcsont felett), a keresztcsípőcsonti ízület gyulladásának (sacroiliitis) vagy a gerincet alkotó ízületek gyulladásának (spondylitis) következtében, amelyek az esetek 40%-ában előfordulnak.
Fájdalom jelentkezhet a lábakban, a bokákban, és azok környékén. Különösen ott jellemző gyulladás, ahol az Achilles-ín a csontba illeszkedik (enthesitis), illetve a talp környékén, a talpi bőnye gyulladásának következtében (plantar fasciitis).
A fent említett fájdalom és gyulladás mellett extrém kimerültség jelentkezik, amely megfelelő pihenéssel sem múlik el. A kimerültség napokig vagy hetekig is eltarthat, anélkül, hogy enyhülne. Az arthritis psoriatica enyhe maradhat, vagy destruktívabb ízületi betegséggé fejlődhet. Az aktív betegség időszakai, vagy fellángolások, jellemzően remissziós időszakokkal váltakoznak. Súlyos esetekben az arthritis psoriatica átmehet arthritis mutilans formába is.
Mivel a hosszan tartó gyulladás ízületi károsodáshoz vezethet, korai diagnózis és kezelés ajánlott az ízületi károsodás lassítása vagy megelőzése érdekében.
Az arthritis psoriatica betegségben a bőrelváltozások jelenléte miatt a hidroterápiás eljárások egy része nem alkalmazható, illetve a psoriasisos bőrfolyamat egyidejű kezelése miatt a fizioterápiás eljárásokat ki kell egészíteni például speciális balneoterápiával, fényterápiával. Arthritis psoriaticában a depresszióra való hajlam gyakoribb, nagyobb az esélye annak, hogy pszichiáter bevonása is szükséges, és erélyes antidepressziós kezelésre is sor kerülhet. Az arthritis psoriatica aszimmetrikusan érinti a nagy és kisízületeket, és évekkel megelőzheti a jellegzetes bőrtünetek kialakulását. A betegség felismerését segíti a körömtünetek és a dactylitis (kolbászujj) jelenléte, valamint első fokú rokon psoriasisa.
Az APs psoriasishoz (pikkelysömörhöz) társuló ízületi gyulladásként definiálható. A psoriasis a populáció kb. 2%-át érinti, melyhez 10-40%-ban társul ízületi gyulladás. APs esetén leggyakrabban a psoriasis plakkos formája észlelhető, mely rendszerint a hajas fejbőrön, a keresztcsont felett, illetve a könyökök vagy térdek feszítő felszíne felett jelentkezik ezüstfehér, pikkelyesen hámló elváltozásként. Emellett a bőrfelszín egyéb helyein is előfordulhat, és gyakran érinti a körmöket is, mely pöttyözöttség vagy lemezes felválás formájában nyilvánul meg. Az esetek többségében a psoriasis kialakulása megelőzi az ízületi tüneteket, míg kb. 15%-ban először az arthritis jelentkezik, és csak utána alakul ki psoriasis. Mivel a psoriasis időnként csak rejtett testtájakon (fül mögött, farpofák között) alakul ki, APs gyanúja esetén fontos ezen területek vizsgálata is.
A psoriasisos betegek jelentős része panaszkodik enyhébb vagy súlyosabb ízületi tünetekről, és 30-31%-ukban felállítható az artropátia, azaz arthritis psoriatica (APs) diagnózisa. Az arthritis psoriatica klinikai megjelenése rendkívül változatos. Az egy ízületet érintő, az enyhe, panaszokat alig okozó formától a nagyon súlyos, sok ízületet érintő, destruktív, alig kezelhető formáig sokféle ízületi károsodás előfordulhat. Az arthritis klinikai lefolyására jellemző, hogy idővel a betegek 20%-ánál súlyos, deformáló ízületi gyulladás alakul ki. Az APs betegek kétharmadánál előbb-utóbb legalább egy ízületben erosiók is keletkeznek. Bár az ízületi tünetek kialakulása évekkel megelőzheti a bőrtünetek jelentkezését, az esetek többségében azonban a psoriasis az artritisz előtt már mintegy 10 évvel észlelhető. Az ízületek gyulladásos folyamata bizonyos tekintetben hasonló a rheumatoid arthritisben (RA) látottakhoz, de rheumafaktor- (RF-) negatív, ún. szeronegatív arthritisről van szó.

## Patogenezis
Az APs patogenezisében genetikai és környezeti tényezők egyaránt fontos szerepet játszanak. Előbbiek közül az I-es osztályú HLA allélek és nem-HLA gének (pl. az IL12/23 útvonal génje) mutatnak összefüggést a bőr és a mozgásrendszer különböző klinikai tüneteivel. Utóbbiak közül a stressz, a bakteriális fertőzések és a bőrt ért trauma (ún. Köbner-jelenség) indíthatja el a psoriasist és az ízületi betegséget. Az APs-es ízületek synovialis szövetére jellemző, hogy - a rheumatoid arthritises ízületi belhártya burjánzással összehasonlítva - kifejezettebbek a vascularis eltérések, bokorszerű, kanyargós erek alakulnak ki, illetve nagy koncentrációban mutathatók ki a gyulladt ízületekben proinflammatorikus citokinek (TNF-a és IL-1).

## Lefolyása
Az AP a betegek megközelítőleg 40%-a néhány ízületet érintően (oligoartikularis) indul, de minél hosszabb a megfigyelési időszak, annál nagyobb a súlyos, sokízületi (polyarticularis) és az axialis érintettségű betegek aránya, és az oligoarticularis formák mintegy negyedében agresszívvé válik a folyamat, a kórjóslat kedvezőtlenné válik.
10 éves betegség fennálláskor a betegek többsége, majd újabb 10 év múlva már kétharmada sokízületi érintettségű és egyharmada gerincérintettségű (axialis) is.
A betegség előrehaladásával romlik a betegek funkcionális állapota. A megbetegedés következtében a 30-50 év közötti betegek a munkából általában kiesnek, más személy segítségére szorulnak. Az AP-s betegek kb. 11%-ban alakul ki jelentős, Steinbrocker III. és IV. stádiumú funkcionális károsodás, azaz a betegek önellátás súlyosan nehezítetté válik, illetve képtelenné válnak az önellátásra.

## Kiváltó okok
A pontos okok még nem ismertek, egyes kutatások szerint szilícium-dioxid por belélegzése a kiváltó okok közé tartozhat, illetve a genetika is állhat a háttérben, beleértve a HLA-B27 antigént.

## Diagnózis

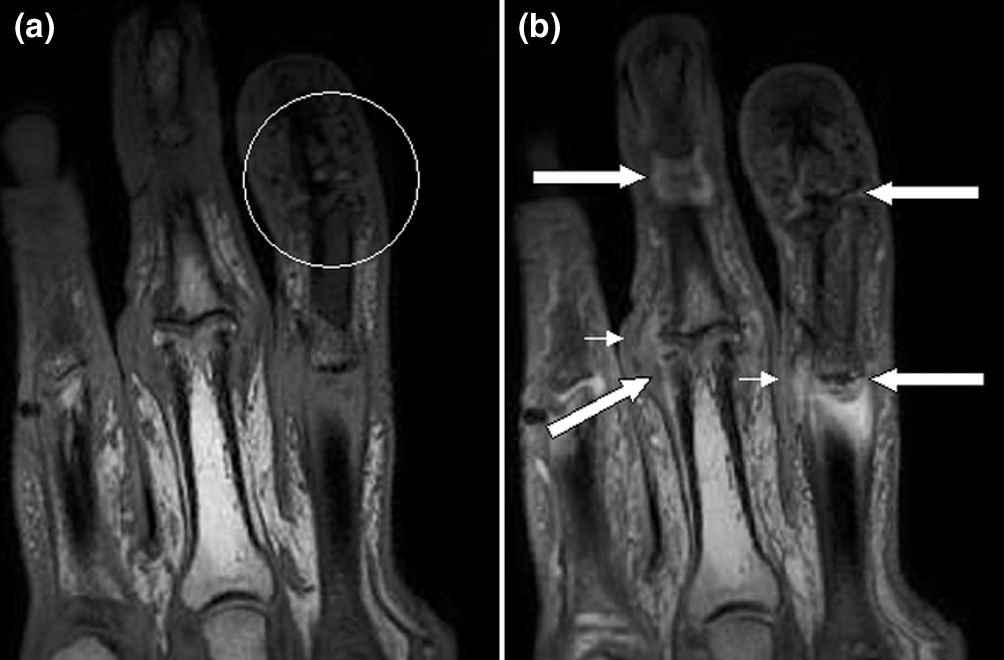
Ujjak MR képei arthritis psoriatica esetén. A képen T1-súlyozott (a) kontraszt előtti és (b) kontraszt utáni koronális MR felvételek láthatók. A harmadik és negyedik proximális interfalangeális (PIP) és disztális interfalangeális (DIP) ízületnél a ízületi hártya duzzanata látható, ami aktív synovitisre utal (az ízületi hártya gyulladása; nagy nyilak). A harmadik PIP-ízületben csontproliferációval járó ízületi résszűkület, a negyedik DIP-ízületben pedig erózió látható (fehér kör). A harmadik és a negyedik PIP-ízület medialis részén extrakapszuláris fokozódás (kis nyilak) látható, ami valószínűsíthetően enthesitisre utal (az íntapadások gyulladásos eltérése).

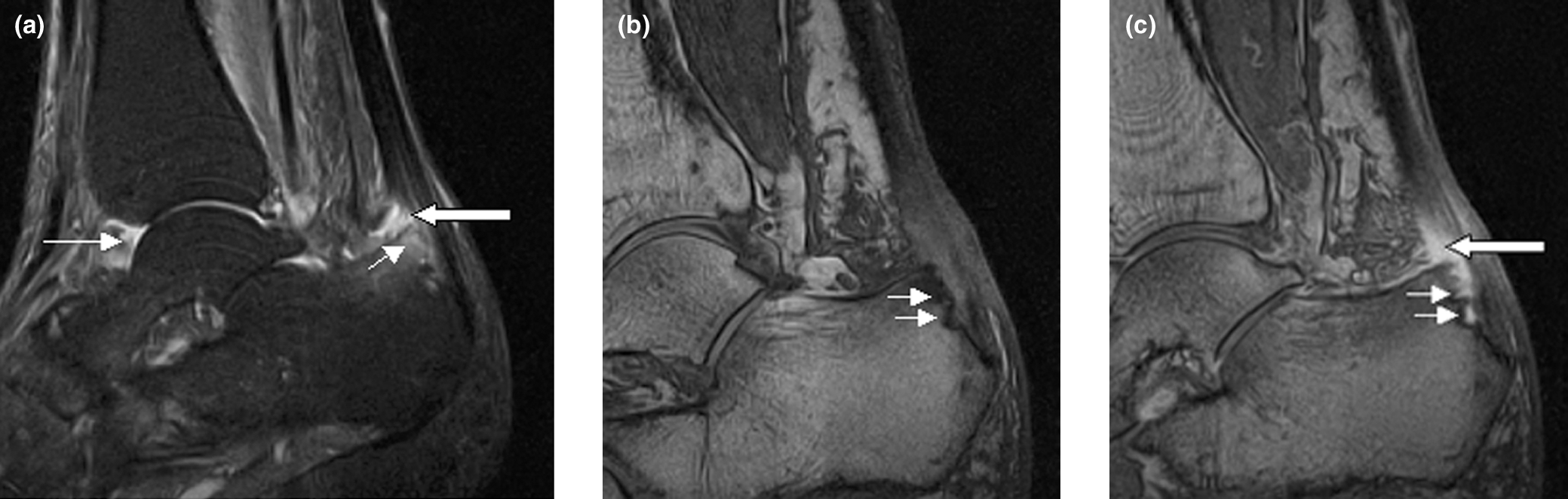
Nyílirányú MR felvételek a boka környékéről arthritis psoriatica esetén. (a) Az MR felvételek magas jelintenzitást mutatnak az Achilles-ín beidegződésénél (enthesitis, vastag nyíl) és a bokaízületnél (synovitis, hosszú vékony nyíl). Csontvelő ödéma látható az ínak összetapadásánál (rövid vékony nyíl). (b, c) Ugyanazon beteg egy másik metszetének T1 súlyozott felvételei, az intravénás kontrasztanyag-injekció előtt (b panel) és után (c panel), megerősítik a gyulladást (nagy nyíl) az enthesisnél, és csonteróziót mutatnak az ínak összetapadásánál (rövid vékony nyilak).

Nincs egyértelmű teszt az arthritis psoriatica diagnosztizálására. Az arthritis psoriatica tünetei nagyon hasonlíthatnak más betegségekre, beleértve a reumatoid artritiszt is. A reumatológus (autoimmun betegségekre szakosodott orvos) fizikális vizsgálat, kórtörténet, vérvizsgálatok és röntgenfelvételek segítségével pontosan diagnosztizálhatja az arthritis psoriatica betegséget.
APs-re jellemző speciális laboratóriumi eltérés nincsen, a gyulladásos paraméterek (vérsejtsüllyedés, CRP-szint) emelkedése inkább csak a polyarthritises formában figyelhető meg. Hagyományos röntgenvizsgálattal látható eltérések: ízületi rés beszűkülése, eróziók és reszorpciók, amiket csontújdonképződés kísérhet a periostealis és az enthesealis területeken. Az interphalangealis ízületekben észlelhető időnként a klasszikus („pencil-in-cup”) deformitás, melyet a csont feji részén periartikuláris eróziók és csontfelszívódás („pencil”), illetve a szemközti ízületi oldalon csontújdonképződés („cup”) alakítanak ki. Az ízületi ultrahang érzékenyen mutatja az inak megvastagodását, vaszkularizációját, a csontok erózióját és enthesophytákat az íntapadási helyeken. Az MRI lehetővé teszi a synovitishez és enthesitishez társuló csontvelőödéma, valamint a sacroiliacalis és gerincízületek korai gyulladásos jeleinek felismerését.
Az arthritis psoriatica diagnózisához hozzájáruló tényezők közé tartoznak a következők:
- Pszoriázis a betegnél, vagy ha a családtagjainál már előfordult pikkelysömör vagy arthritis psoriatica.
- Reumatoid faktor (RF), a reumás ízületi gyulladással összefüggésbe hozható vérfaktor negatív teszteredménye.
- Ízületi gyulladásos tünetek a kéz disztális interfalangeális (DIP) ízületeinél (az ujjvégekhez legközelebbi ízületek). Ez nem jellemző a reumatoid artritiszre.
- A körmök vagy lábkörmök barázdálódása, lyukacsosodása vagy pontozottsága, esetleg leválása (onycholysis), amely a pikkelysömörhöz és az arthritis psoriatica betegséghez társul.
- Degeneratív ízületi elváltozásokat mutató radiológiai képek.

Az arthritis psoriatica esetén a jellemzőbb tünetek közé tartozik az enthesitis (gyulladás az Achilles-ínban, a sarok hátsó részén), a plantar fasciitis (a talpi bőnye gyulladása, lábfej alsó részén) vagy a dactylitis (az ujjak vagy a lábujjak kolbászszerű duzzanata).

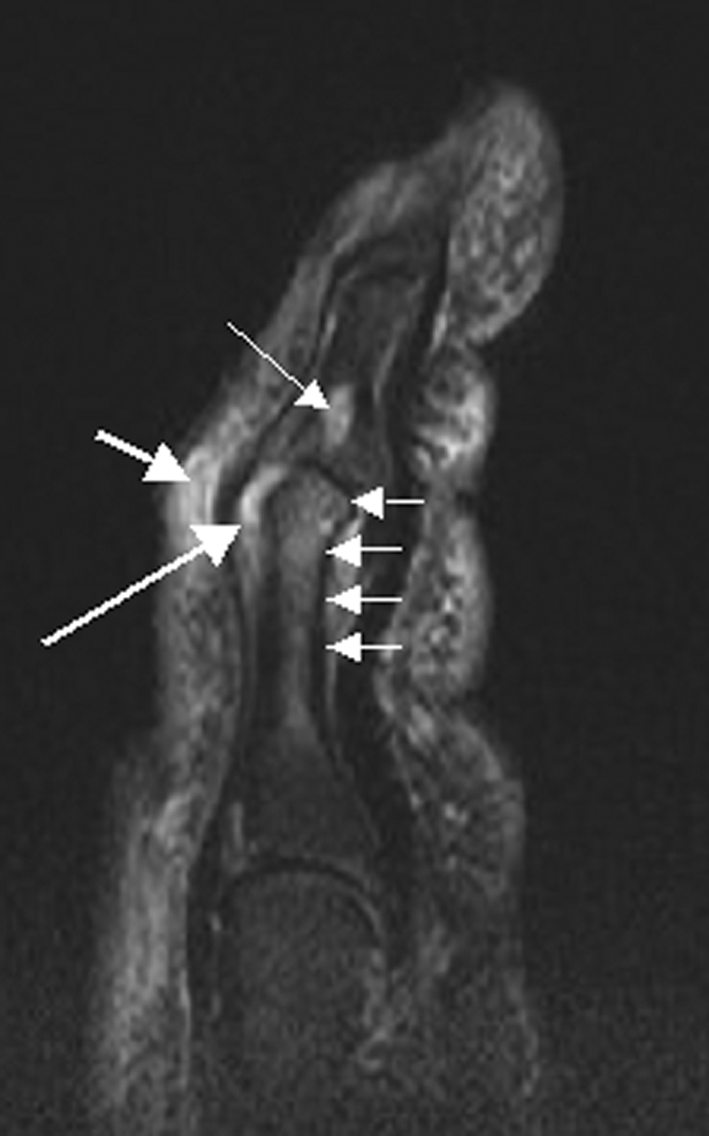
A mutatóujj MR képe arthritis psoriatica (arthritis mutilans forma) esetén. A képen T2 súlyozott zsírszuppressziós szagittális kép látható. A középső ujjperc tövénél, ahol erősebb a jel, egy gócpont (valószínűleg erózió) látható (hosszú vékony nyíl). A proximális interfalangeális ízületnél (PIP) synovitis (hosszú vastag nyíl), valamint a felette lévő lágyrészek fokozott jelzése ödémára utal (rövid vastag nyíl). Szintén diffúz csontödéma (rövid vékony nyilak), amely a proximális ujjperc fejét érinti, és disztálisan a száron lefelé terjed.
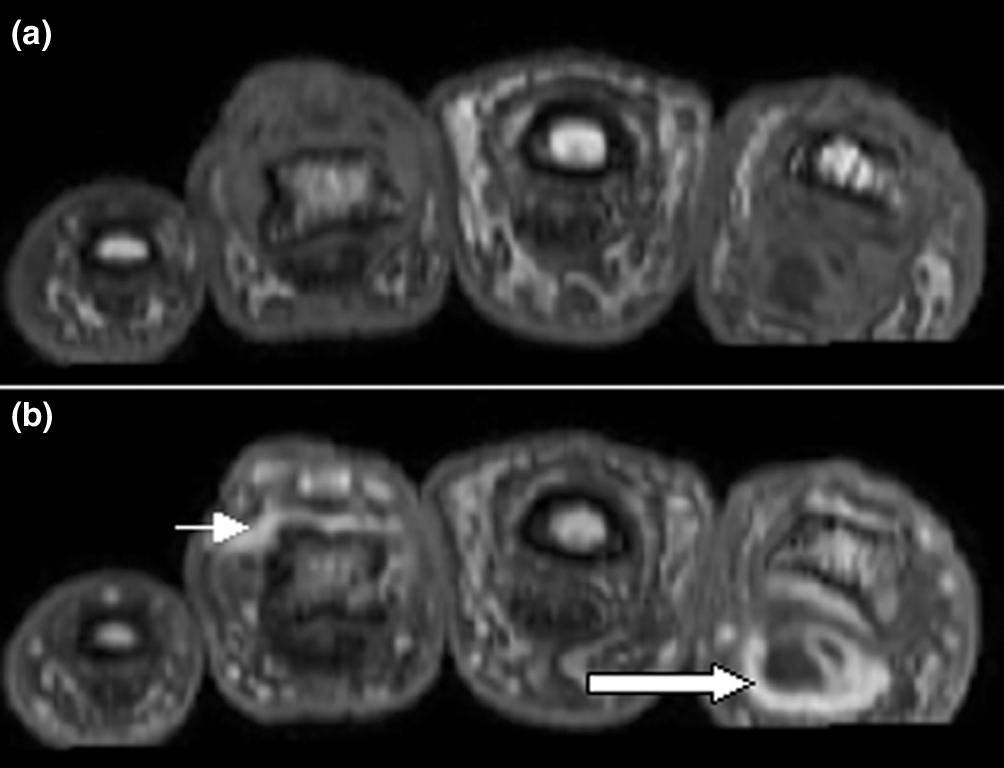
Az ujjak MR képe arthritis psoriatica esetén. A képeken T1 súlyozott axiális (a) kontraszt előtti és (b) kontraszt utáni felvételek, amelyeken ínhüvelygyulladás okozta dactylitis a második ujjnál, az ínhüvely megvastagodása jól kivehető (nagy nyíl). A negyedik proximális interfalangeális ízületben synovitis látható (kis nyíl).
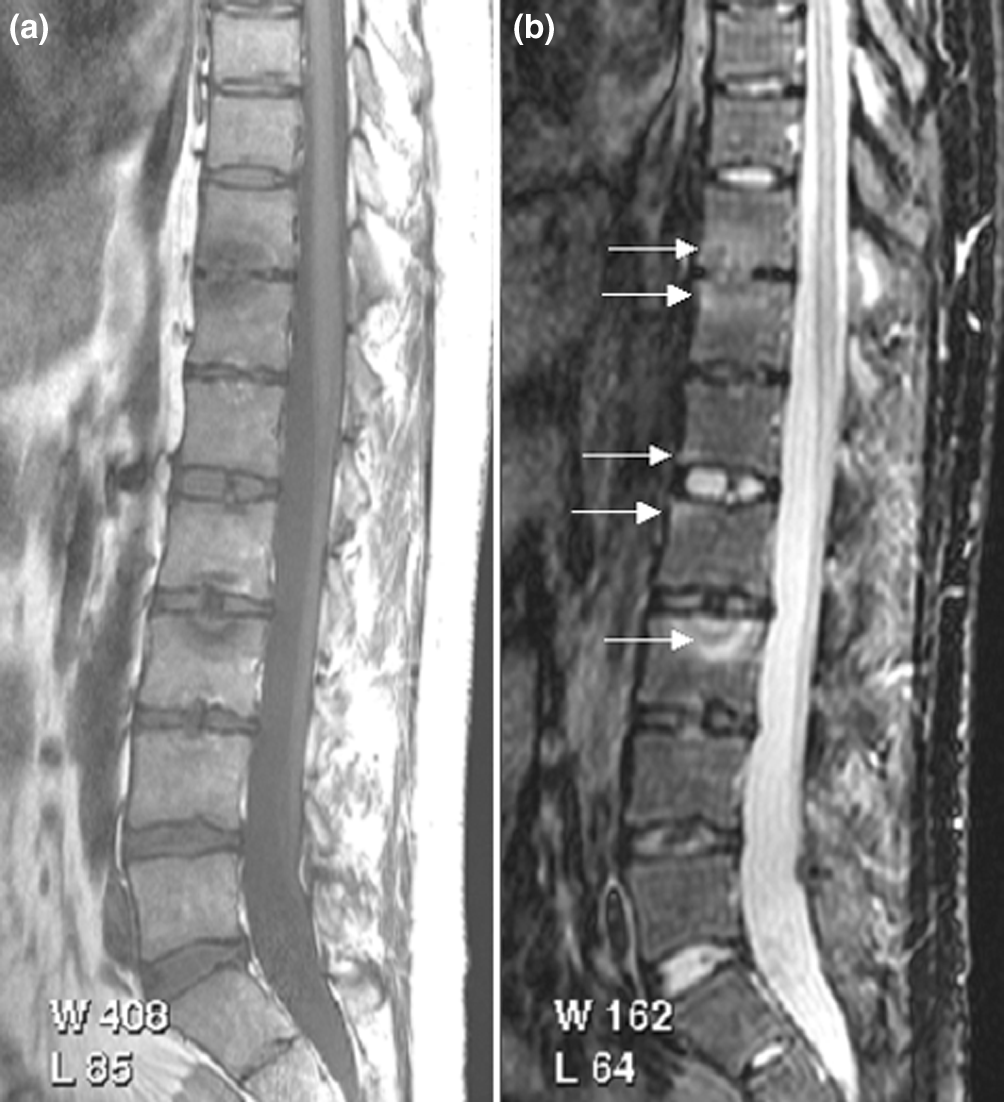
(a) T1-súlyozott és (b) STIR (short time inversion recovery) zsírszupressziós technikával készült MR felvétel az ágyéki és a mellkasi gerinc alsó részén arthritis psoriatica esetén. Az aktív gyulladás jelei több szinten is láthatók, illetve a nyilak jelölik. Különösen az L1/L2 szintnél látható elülső spondylitis, valamint az L3 felső csigolya véglemezénél gyulladásos Andersson lézió.
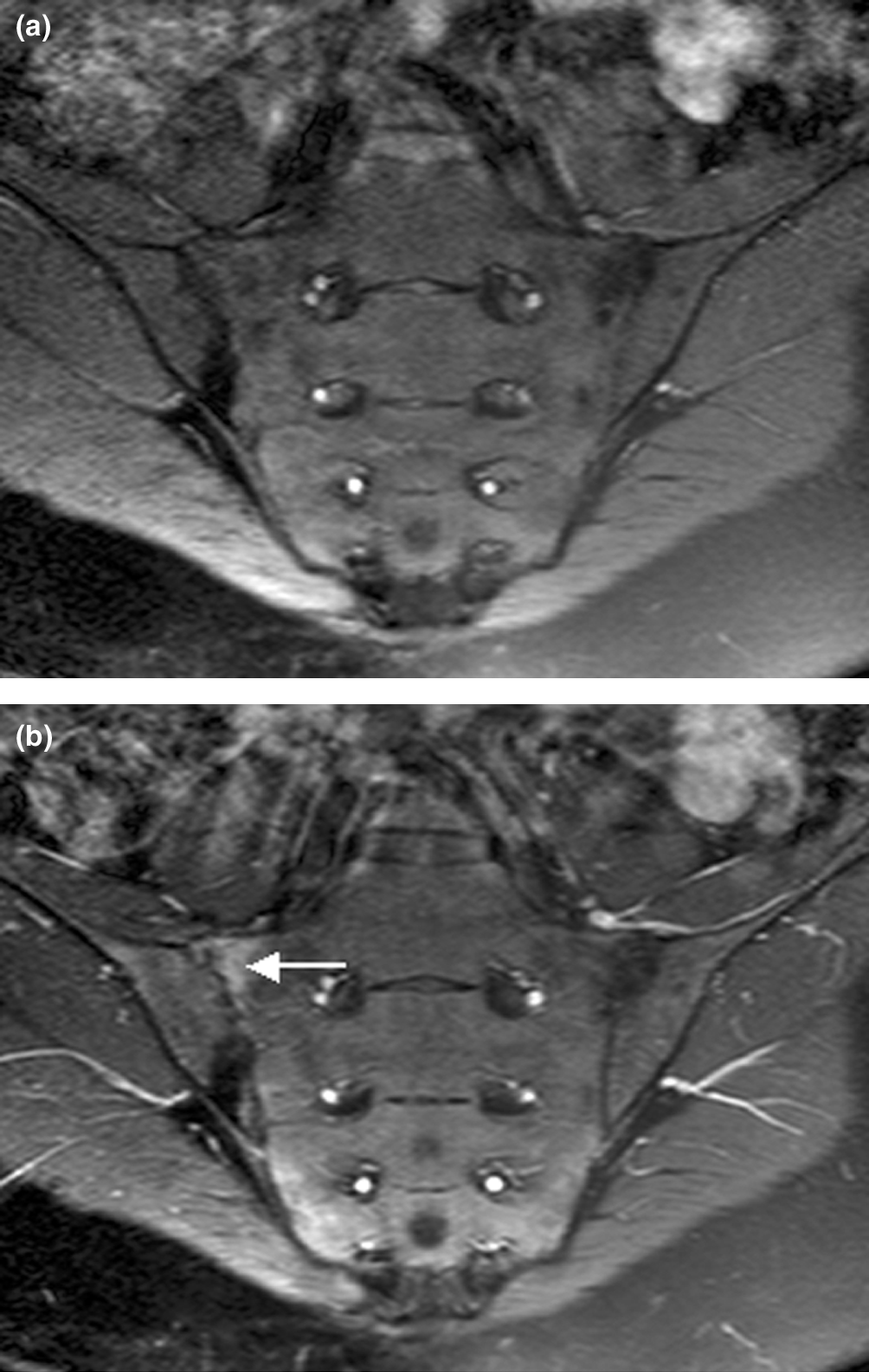
A képen T1-súlyozott félkoronális MR felvételek láthatók a keresztcsonti ízületekről (a) az intravénás kontrasztanyag-injekció előtt és (b) után. A jobb keresztcsonti ízületben (nyíl, a kép bal oldalán) duzzanat látható, ami a keresztcsípőcsonti ízület gyulladására (sacroileitis) utal.

### Differenciáldiagnózis
Számos állapot utánozhatja az arthritis psoriatica klinikai megjelenését, beleértve a reumatoid artritisz, osteoarthritis, reaktív arthritis, köszvény, lupus és a gyulladásos bélbetegség (IBD). Az arthritis psoriatica betegséggel ellentétben a reumatoid artritisz általában a proximális ízületeket (pl.: a kézközépcsonti ízületek), valamint több ízületet, szisztematikusan érint. Arthritis psoriatica esetén a gerincízületek érintettsége jellemzőbb, szemben a reumatoid artritisszel. Az osteoarthritis bizonyos klinikai jellemzői megegyeznek az arthritis psoriatica jellemzőivel, például az a tendencia, hogy több disztális ízületet érint aszimmetrikusan.
Az arthritis psoriatica betegséggel ellentétben az osteoarthritis jellemzően nem jár a keresztcsonti ízület gyulladásával.
Az arthritis psoriatica néha csak egy ízületet érint, és ilyenkor néha összetévesztik a köszvény vagy az álköszvény (kalcium-pirofoszfát-dihidrát (CPPD) arthropatia) betegségekkel.
 

### Megjelenési formái
Moll és Wright beosztása szerint az arthritis psoriatica (APs) öt formája különböztethető meg, melyek változhatnak, egymásba átalakulhatnak a betegség lefolyása során:
- Aszimmetrikus oligoarthritis: Ez a típus a betegek mintegy 70%-át érinti, és általában enyhe lefolyású.  Ez a típus nem ugyanazokban az ízületekben fordul elő a test mindkét oldalán, és általában csak kevesebb mint 3 ízületet érint.
- Szimmetrikus polyarthritis: Ez a típus az esetek mintegy 25%-át teszi ki, és a test mindkét oldalán egyszerre öt vagy több ízületet érint.  Ez a típus hasonlít leginkább a reumatoid artritiszhez.
- Dominálóan distalis interphalangealis (DIP) ízületi érintettség (M07.0): Az arthritis psoriatica ezen típusa a betegek körülbelül 5%-ánál fordul elő, és az ujjak és lábujjak végéhez legközelebbi ízületek gyulladása és merevsége jellemzi. Körömelváltozások gyakran megfigyelhetőek.
- Domináló spondyloarthritis (M07.2): Ezt a típust a nyak vagy a keresztcsípőcsonti ízület (articulatio sacroiliaca) merevsége jellemzi, de a szimmetrikus artritiszhez hasonlóan a kezeket és a lábakat is érintheti.
- Destruktív (mutiláló) arthritis (Arthritis mutilans) (M07.1): A betegek kevesebb mint 5%-át érinti, és súlyos, deformáló és destruktív ízületi gyulladás.  Ez az állapot hónapok vagy évek alatt súlyos ízületi károsodást okozhat. Reumatoid artritisz esetén is megjelenhet. A hosszú ideig nem megfelelően kezelt, elhanyagolt esetekben fordul elő.

További jellegzetes tünet lehet APs-ben az enthesitis és egyes kéz- vagy lábujjak kolbászszerű duzzanata, a dactylitis. Extraartikuláris tünetként uveitis vagy gyulladásos bélbetegség szintén társulhat APs-hez, bár ezek előfordulása ritkább, mint SPA-ban.
 

## Kezelése
Az AP jelenlegi ismereteink szerint nem gyógyítható, a terápia célja a betegség tüneteinek enyhítése, a progresszió meggátlása, legalábbis lassítása, az életminőség javítása, a szövődmények megelőzése és a betegek munkaképességének a megőrzése. Az arthritis psoriatica alapfolyamata a gyulladás; ezért a kezelések a gyulladás csökkentésére és ellenőrzésére irányulnak.
Az APs sikeres kezelésének feltétele a bőrgyógyász és reumatológus szoros együttműködése. A rendszeres gyógytorna és a fizioterápia nélkülözhetetlen, különösen a spondylitises formákban, ahol a gerinc elmerevedésének megakadályozása az elsődleges cél. A nem-szteroid gyulladáscsökkentő gyógyszerek (NSAID) tüneti javulást eredményezhetnek. Szisztémás szteroidkezelés kerülendő, mivel a szer elhagyását követően a bőrtünetek fellángolása alakulhat ki. Szteroidinjekció intra-artikulárisan vagy a gyulladt inak és enthesisek környékére adható esetenként. Perifériás arthritisben, különösen az akut fázis reaktánsok emelkedett szintjével és az érintett ízületek strukturális károsodásával járó polyarthritis esetén bázisterápiás készítmények, a betegséglefolyást módosító reumaellenes szerek (disease-modifying antirheumatic drugs, DMARD) alkalmazása javasolt minél hamarabb a remisszió vagy az alacsony betegségaktivitás eléréséhez. Ezek közül elsőként a metotrexát javasolt heti 15-25 mg dózisban folsav adásával kiegészítve, de napi 10-20 mg leflunomid is adható. Ezek a szerek kedvező hatásúak a bőr és ízületi tünetekre egyaránt. A hagyományos, szintetikus DMARD-k nem hatnak a gerincgyulladásra, és kérdéses a hatásuk a dactylitisre és enthesitisre is. Azon APs-es betegeknek, akiknek perifériás arthritisük van, és nem megfelelően reagálnak legalább 2 hagyományos szintetikus DMARD-re, vagy spondylitisben szenvednek, és nem adnak jó terápiás választ 2 NSAID-ra, biológiai terápia, rendszerint TNF-a-gátló adása javasolt. A TNF-a-gátlók jelentősen javítják az ízületi, gerinc és bőrtüneteket, a betegek mozgásszervi funkcióit és életminőségét egyaránt. Azon betegeknek, akik nem megfelelően reagálnak a TNF-a-gátló kezelésre vagy aktív betegségük van ezen kezelésre adott kedvező kezdeti válasz után, egy másik TNF-a-gátló vagy az IL-17, esetleg az IL12/23 útvonalakat célzó biológiai DMARD, illetve JAK-gátló adása jön szóba. A biológiai DMARD-k enthesitisben és dactilitysben is jó hatásúak.
 

### Nem-szteroid gyulladáscsökkentő gyógyszerek (NSAID)
Az arthritis psoriatica esetén először általában NSAID-okat, például ibuprofént és naproxént írnak fel, majd olyan erősebb NSAID-okat, mint a diklofenák, az indometacin és az etodolák. Az NSAID-ok irritálhatják a gyomrot és a beleket, és hosszú távú alkalmazásuk gyomor-bélrendszeri vérzéshez vezethet.
A coxibok (COX-2 gátlók), mint a celekoxib vagy az etorikoxib, a hagyományos NSAID-okhoz képest a gyomor-bélrendszeri fekélyek és vérzéses szövődmények statisztikailag szignifikáns, 50-66%-os relatív kockázatcsökkenésével járnak, de a kardiovaszkuláris események, mint a szívinfarktus és a stroke megnövekedett arányával járnak. Mind a COX-2-gátlóknak, mind más nem szelektív NSAID-oknak lehetséges mellékhatásai vannak, amelyek közé tartozik többek között a vesekárosodás is.

### Betegséglefolyást módosító reumaellenes szerek (DMARD)
Régebbi nevén bázisterápia. Ezeket tartósan fennálló tünetekkel járó, súlyosbodás nélküli esetekben alkalmazzák. Ahelyett, hogy csak a fájdalmat és a gyulladást csökkentenék, ez a gyógyszercsoport segít korlátozni az ízületi károsodás mértékét, amely az arthritis psoriatica esetén bekövetkezik. A legtöbb DMARD lassan hat, és hetekig vagy akár hónapokig is eltarthat, amíg teljes hatásukat kifejtik. Az olyan gyógyszereket, mint a metotrexát vagy a leflunomid, gyakran írják fel; az arthritis psoriatica kezelésére használt egyéb DMARDS-ek közé tartozik a ciklosporin, az azatioprin és a szulfaszalazin.
Magyarországon a metotrexátot és a leflunomidot törzskönyvezték APs kezelésére, de az arany és a szulfaszalazin is alkalmazásra kerül a betegek kezelésére a klinikai gyakorlatban.
A különböző DMARD-ok hatásosságáról publikált randomizált kontrollált vizsgálatok eredményeinek áttekintése alapján a nem biológiai DMARD-ok közül a leflunomidnak van a legkedvezőbb hatásosság/toxikusság aránya, ezt követi sorrendben az arany és a szulfaszalazin. Az arany hatásos, de rendkívül toxikus, (törlésre került a gyógyszertörzskönyvből) míg a szulfaszalazin nagyon kedvező mellékhatás profillal rendelkezik, de a hatása gyenge. A metotrexát hatásosságát nem vizsgálták részletesen randomizált kontrollált vizsgálatokban, mégis ez a leggyakrabban alkalmazott bázisterápia arthritis psoriatica esetén.
A Cochrane intézet egy 2019-ben megjelent tanulmánya szerint az alacsony dózisú, szájon át szedhető metotrexát valamivel hatékonyabb volt, mint a placebók.

### Biológiai választ módosító szerek (BRMs)
A biológiai választ módosító szerek a terápiás szerek egy új osztálya, amit rekombináns DNS-technológiával fejlesztettek ki. A biológiai gyógyszerek laboratóriumban tenyésztett élő sejtekből származnak. A hagyományos DMARDS-ekkel ellentétben, amelyek a teljes immunrendszerre hatnak, a biológiai szerek az immunrendszer meghatározott részeit célozzák meg. Injekcióban vagy intravénás (IV) infúzióban adják be őket. Az arthritis psoriatica esetén felírt biológiai szerek a TNF-α gátlók, köztük az infliximab, az etanercept, a golimumab, a certolizumab pegol és az adalimumab, valamint az IL-12/IL-23 gátló ustekinumab, és az IL-17a gátló secukinumab. Nemrég engedélyezték a JAK-gátló tofacitinib (Xeljanz) alkalmazását aktív arthritis psoriatica esetén. A biológikumok növelhetik a kisebb és súlyos fertőzések kockázatát.
A biológiai terápiák géntechnológiai módszerekkel előállított kismolekulájú, monoklonális és poliklonális antitestek, amelyek a gyulladásos folyamatban jelentős szerepet játszó - azt erősítő vagy gátló anyagok, mint pl. a tumornekrózis-faktor α (TNF-α) - befolyásolása révén hatnak. Jelenleg három TNF-alfa gátló szer - infliximab, etanercept és adalimumab - van törzskönyvezve AP kezelésére.
Számos randomizált kontrollált vizsgálatban figyelték meg ezeknek a biológiai szereknek a hatásosságát. Mindhárom gyógyszer kedvezően befolyásolja a tüneteket és a betegség progresszióját. Hatásosságuk és alkalmazásuk biztonságossága nem tér el szignifikánsan. A hagyományos bázisterápiákhoz képest a kedvezőbb hatásosság/toxikusság aránnyal rendelkeznek.
A biológiai terápiák alkalmazásáról az Európai Reumaellenes Liga (European League Against Rheumatism, EULAR) állásfoglalása ad iránymutatást.
Eszerint mind a három TNF-alfa gátló alkalmazása javítja a bőr- és ízületi tüneteket, javítja a funkcionális képességeket (HAQ) és az életminőséget, radiológiailag igazolhatóan csökkenti a károsodásokat. 
Az eredmények arra utalnak, hogy a TNF-alfa gátlók javíthatják a kardiovaszkuláris rizikót AP-ban. Az anti- TNF terápia csökkentette az egészségügyi szolgáltatások igénybevételét és javította a foglalkoztatottságot és a munkaképességet, csökkentette a munkából távol töltött időt.
A Reumatológiai és Fizioterápiás Szakmai Kollégium a biológiai terápiák gyulladásos reumatológiai betegségekben történő alkalmazásáról szóló módszertani levele határozza meg Magyarországon biológiai terápiák alkalmazásának feltételeit: Az AP kórisméjét az elfogadott kritériumrendszerek egyikével igazolni kell, hazánkban a Moll-Wright rendszere ajánlott.
A kezelő orvosnak véleményeznie kell, hogy perifériális vagy axiális érintettség vezeti- e a klinikai képet. Ennek megfelelően az AP aktivitásának mértékét a DAS28 alapján (DAS>5,1), vagy a BASDAI alapján (BASDAI >40 mm) kell a biológiai terápia indikációs határértékeiként tekinteni. A DAS28 indexet kétszer kell megmérni a kezelés megkezdése előtt (egy hónapos időközzel).
A radiológiai károsodás az AP-re módosított Sharp, Sharp-van der Heijde, vagy Ratingen skálákkal egyaránt mérhetők. A három hónap alatti legalább 10% progresszió tekinthető a biológiai terápia indokának.
A biológiai terápia azokban a betegekben kezdhető meg, akik legalább 3 hónapon át 20mg/hét methotrexat vagy 20 mg/nap leflunomid vagy 2000 mg/nap sulfasalazin vagy mg/tskg/nap ciklosporin kezelésben vagy ezek alacsonyabb adagú kombinációjában részesültek és gyulladásos aktivitásuk nem csökkent, vagy a kezelést mellékhatások miatt le kellett állítani. Axialis AP esetében bázisterápiás kudarc nem feltétele a biológiai terápia indításának, 2 NSAID eredménytelensége elegendő kritérium.
A biológiai terápiát kizáró okok:
1.	 akut vagy bizonyított krónikus fertőzés
2.	 meglévő vagy előző tuberkulózis
3.	 demyelinizáló betegség
4.	 szívelégtelenség, NYHA III és IV stádium
5.	 rosszindulatú betegség, hámsejt eredetű rosszindulatú daganat, a basalioma kivételt képez
6.	 terhesség
A biológiai terápia hatásmérésére AP esetén az RA-ban használatos DAS28 vagy SDAI és az SPA-ban előírt BASDAI értékhatárokat kell alkalmazni.
Több mint 1,2 DAS28 javulás illetve több mint 22 pont SDAI javulás, de legalább 10 SDAI javulás illetve a DAS28 3,2 vagy a SDAI 15 alá csökkenésének dokumentálása. Ha a terápia megkezdése utáni 12 héten semmilyen javulás - kevesebb, mint 1,2 DAS28 illetve 5 SDAI pont - javulás nem igazolható vagy rosszabbodás mutatható ki, a terápiát fel kell függeszteni.
A radiológiai progresszió legalább 50%-os lassulása azonban a terápia folytatása mellett értékelendő.
A BASDAI index értékének a 14. héten legalább 50% relatív vagy 20 mm abszolút csökkenése esetén tekinthető a biológiai terápia hatásosnak.

### Foszfodiészteráz-4 (PDE4) gátlók
Az arthritis psoriatica esetében az egyik legújabb kezelési lehetőség az apremilast, egy kis molekulájú foszfodiészteráz-4 gátló, amelyet az az Egyesült Államok Élelmiszer- és Gyógyszerügyi Hatósága (FDA) 2014-ben engedélyezett. Az apremilastot 2015 januárjában engedélyezték az Európai Unióban, a gyógyszer Otezla márkanév alatt került forgalomba.
A PDE4, a ciklikus adenozin-monofoszfátot lebontó enzim gátlásával a cAMP-szint emelkedik, ami a különböző gyulladáskeltő faktorok, köztük a tumornekrózis-faktor α (TNF-α), az interleukin 17 és az interleukin 23 csökkenő, valamint az interleukin 10 gyulladáscsökkentő faktor felfelé irányuló szabályozását eredményezi.
Szájon át bevehető tabletta formájában elérhető el. A mellékhatások közé tartozik a fejfájás, a hátfájás, a hányinger, a hasmenés, a fáradtság, az orrgaratgyulladás és a felső légúti fertőzések, valamint a depresszió és a fogyás.
A gyógyszert 2014-ben szabadalmaztatták, és a Celgene gyártotta. 2019-ben az Amgen 13,4 milliárd dollárért megvásárolta az Otezla-t a Celgene-től. Jelenleg nincs a piacon elérhető generikus megfelelője.

### Egyéb kezelési módok
Egy tanulmány előzetes bizonyítékot talált az alacsony energiájú lézerrel (LLLT) történő kezelés előnyeire, és arra a következtetésre jutott, hogy megfontolandó az reumatoid artritisszel kapcsolatos fájdalom és merevség enyhítésére.
Súlyos bőrbetegségek esetén PUVA (Psoralen and UVA) fotokemoterápiát alkalmaznak.
Ez egy bőrgyógyászati kezelésmód, mely az ultraibolya sugárzás (UV-A) és fényérzékenyítő anyag (pl. psoralen) együttes alkalmazásán alapul.
Az orvosok kortikoszteroidokat tartalmazó ízületi injekciókat alkalmazhatnak olyan esetekben, amikor egy ízület súlyosan érintett. Súlyos ízületi károsodással járó arthritis psoriatica esetén ortopédiai műtétet lehet végrehajtani az ízületi roncsolódás kijavítására, általában az érintett részek protézissel való pótlásával. A műtét hatásos a fájdalom enyhítésére, az ízületi elváltozás korrigálására, valamint az ízület használhatóságának és szilárdságának megerősítésére.

## Epidemiológia
Az APs-ben szenvedők 70 százalékánál először a bőrön jelentkeznek a pikkelysömör jelei, 15 százaléknál a bőrön megjelenő pikkelysömör és az APs egyszerre alakul ki, 15 százaléknál pedig az arthritis psoriatica kialakulását követően alakul ki a bőrön a pikkelysömör.
Az arthritis psoriatica minden olyan embernél kialakulhat, akinél bármilyen pszoriázisos betegség megjelent a bőrön, függetlenül a pszoriázisos bőrbetegség súlyosságának állapotától.
Az APs általában körülbelül 10 évvel a pikkelysömör első jelei után jelenik meg. Az emberek többségénél ez 30 és 55 éves kor között van, de a betegség gyermekeket is érinthet. Az arthritis psoriatica tüneteinek a bőr pszoriázisos tünetei előtt történő megjelenése gyakoribb gyermekeknél, mint felnőtteknél.
Az APs-ben szenvedő betegek több mint 80%-ánál a köröm pikkelysömörös elváltozásait a köröm lyukasodása, a köröm elválása az alatta lévő körömágyról, barázdálódás és repedés, vagy szélsőségesebb esetben magának a körömnek az elvesztése (onycholysis) jellemzi.
Enthesitis a betegek 30-50%-ánál figyelhető meg, és leggyakrabban a talpi bőnye (aponeurosis plantaris) és az Achilles-ín érintett, de fájdalmat okozhat a térdkalács (patella), a csípőtaréj (crista iliaca) a condylus feletti nyúlvány (epicondylus) és a  tövis feletti izmok körül.
Az arthritis psoriatica férfiakat és nőket egyaránt érint. A pikkelysömörhöz hasonlóan az arthritis psoriatica is gyakoribb a kaukázusiak körében, mint az afrikai vagy ázsiai embereknél.

## Fordítás
Ez a szócikk részben vagy egészben  a   Psoriatic arthritis című angol Wikipédia-szócikk fordításán alapul.  Az eredeti cikk szerkesztőit annak laptörténete sorolja fel. Ez a jelzés csupán a megfogalmazás eredetét és a szerzői jogokat jelzi, nem szolgál a cikkben szereplő információk forrásmegjelöléseként.